# Piotr Wysocki
Piotr Wysocki (Warka, 10 settembre 1797 – Warka, 6 gennaio 1875) è stato un militare polacco.

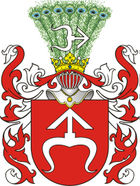
Stemma di Odrowąż

Fu un luogotenente della cospirazione polacca contro lo zar di Russia Nicola I.

## Biografia
Nacque il 10 settembre 1797 a Winiary, in una famiglia nobile; studiò alla scuola dei piaristi a Varsavia e in seguito, nel 1818, studiò alla scuola militare per ufficiali. Divenuto istruttore in quest'ultima, costituì un'associazione segreta di rivoltosi.
Riunì gli insorgenti militari il 29 novembre 1830, dando inizio alla rivolta di novembre contro la Russia imperiale. Partecipò alle battaglie con Dobre, Wawer, Olszynka Grochowska e Okuniew. Nel 1831 fu condannato a morte dai russi, ma la condanna fu poi mutata in 20 anni di esilio in Siberia, da cui tornò nel 1857. Morì a Warka il 6 gennaio 1875 come un eroe nazionale: il suo funerale fu una grande manifestazione nazionale.